# 民俗資料の分類
民俗資料の分類（みんぞくしりょうのぶんるい）では、民俗資料（英: folk material, folklore data）のさまざまな分類について説明する。

## 概説
民俗学は、さまざまな伝承を資料として、人びとのあゆんできた基層文化の様態を明らかにしようとする学問であり、近代化によって多くの民俗資料が失われようとするとき、消えゆく伝統文化へのロマン主義的な憧憬やナショナリズムの高まりとともに誕生した若い学問である。それゆえ、成立以来長い間、民俗採集とよばれる、民俗資料の蒐集に膨大な努力が払われた。
民俗学研究の進展にともない、単なる素材の積み重ねに満足すべきではないとして、民俗資料の性質について理論的反省が試みられ、「科学としての民俗学」の成立が求められるようになった。
民俗資料の分類は、民俗学の研究範囲の問題と深いかかわりを有する。分類法は各国を通じて一致していることが望ましいことは言うまでもないが、国により、研究者により、民俗学の研究範囲に若干の異同があるところから、分類方法、分類案も一様ではない。以下、おもな分類案を掲げる。

## シャーロット・バーンによる分類
イギリスのシャーロット・バーン（Charlotte Sophia Burne）による分類は、以下の通りである。
1. 信仰と行事（Belief and Practice）
2. 慣習（Customs）
3. 説話・歌謡など（Stories,Songs and Sayings）

## クレルクによる民俗項目の提示
シャーロット・バーンの分類は、岡正雄翻訳の『民俗学概論』（1927年）によって日本にも多大な影響を与えたが、その巻末にはオーギュスタン・ド・クレルクの論文（Anthoropos,vol.viii.pp12-22）からの引用として、民俗採集における調査項目を掲げている。それは、以下のような内容である。
(1)土地と天空。(2)植物界。(3)動物界。(4)人間。(5)人工物。(6)霊魂と他生と。(7)超人間的存在。(8)予兆と卜占と。(9)呪術技法。(10)疾病と民間医方と。(11)社会および政治的制度。(12)個人生活の諸儀式。(13)生業と工業と。(14)暦、斎日及び祭日。(15)競技、運動および遊戯。(16)説話。(17)歌謡と譚歌と。

## セビオによる分類

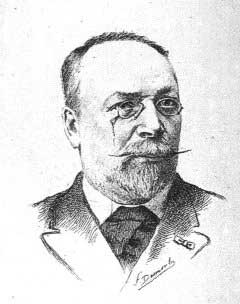
セビオ

フランスのパウル・セビオ（Paul Sébillot、1843年-1918年）による分類は、以下の通りである。
1. 口承文芸
2. 伝承生活誌
  1. （狭義の）伝承生活誌

  2. 生活史的社会学

ただし、2における区別は必ずしも明瞭ではない。

## サンティーヴによる分類
フランスのピエール・サンティーヴ（Pierre Saintyves）による分類。
1. 物質生活…動物としての人間が必然的に営む生活伝承
2. 精神生活…理性的人間が文化的に暮らそうとしてつとめる生活伝承
3. 社会生活…個人ではない、社会的人間が共同体の一員としてのつきあいをしながら暮らす生活伝承

これは、伝承文化を、その性質の面から分けた分類法といえる。

## 柳田國男による分類
柳田國男は、1933年の講演で、民俗資料を
1. 慣習（生活技術）
2. 口碑（言語芸術）
3. 感情・観念・信仰

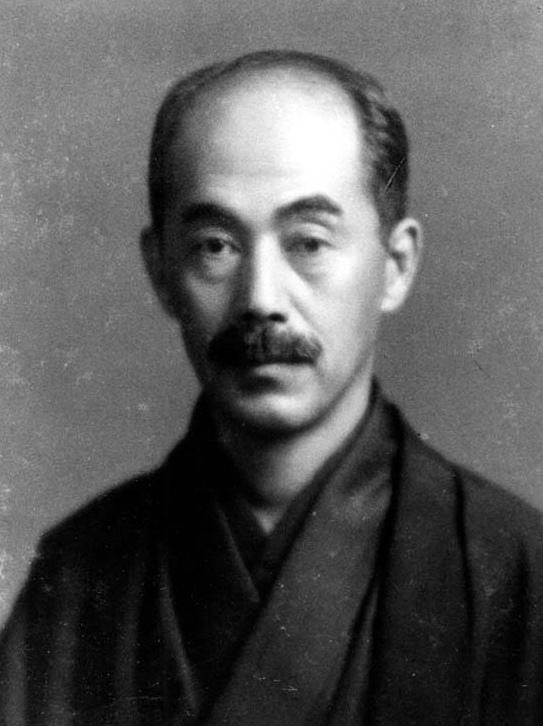
柳田國男

に分けている。また、『民間伝承論』（1934年）では、
1. 目に映ずる資料＜体碑＞…たとえば研究者が旅行の途中でも観ようとすれば可能な、形をとった事物行為伝承
2. 耳に聞こえる言語資料＜口碑＞…多少とも地元の言葉に通じて、耳を働かさなければつかみ得ない口頭伝承
3. 心意感覚に訴えてはじめて理解できる資料＜心碑＞…旅人ではつかむことの不可能な、同郷人、同国人の感覚によらなければ理解できない類の心意伝承

という三分法の類別を提示しており、さらにこれを、1.有形文化・生活技術誌―旅人の学、2.言語芸術・口承文芸―寄寓者の学、3.生活解説・生活観念・生活の諸様式―同郷人の学、というふうに趣旨説明している。これはまた、資料蒐集の場面に即しての類別と捉えることもできる。
ついで『郷土生活の研究法』（1935年）では、
第一部、有形文化
(1)住居、(2)衣服、(3)食物、(4)交通、(5)労働、(6)村、(7)連合、(8)家、(9)親族、(10)婚姻、(11)誕生、(12)厄、(13)葬式、(14)年中行事、(15)神祭、(16)占法、(17)呪法、(18)舞踊、(19)競技、(20)童戯と玩具
第二部、言語芸術
(1)新語作製、(2)新文句、(3)諺、(4)謎、(5)唱えごと、(6)童言葉、(7)歌謡、(8)語り物と昔話と伝説
第三部、心意現象
(1)知識、(2)生活技術、(3)生活目的
として、三分類におけるそれぞれの内容を示している。

## 折口信夫による分類
折口信夫は、「民俗学」（1934年）のなかで、次のような5分類をおこなっている。
1. 周期伝承（年中行事）
2. 階級伝承（老若制度・性別・職業・生得による区別）
3. 造形伝承
4. 行動伝承（舞踊・演劇）
5. 言語伝承（諺・歌謡・伝説説話）

## 和歌森太郎による分類
和歌森太郎は、『日本民俗学概説』（1947年刊行）において、
1. 経済人的生活伝承
  1. 基本的生活伝承…消費…衣食住

  2. 取財融通の生活伝承
2. 社会人的生活伝承
  1. 社会存在的伝承…村・家・年齢集団

  2. 社会形成的伝承…人の一生
3. 文化人的生活伝承
  1. 知識的文化伝承…教育

  2. 厚生的文化伝承…芸能

  3. 倫理的文化伝承…法制

の分類をおこなっている。これは、上述のサンティーヴによる分類を念頭においたものであった。

## 竹内利美による分類
竹内利美は、「民俗資料の性質とその収集方法」（1960年）のなかで、民俗資料を、
1. 歴史的・過去的資料
  1. 記録資料（陳述的資料）

  2. 造形物資料（物的資料）
2. 現地的・現在的資料
  1. 直接的資料（観察による資料）

  2. 間接的資料（面接聴取による資料）

  3. 測定的資料（用具による実験にもとづく資料）

と分類している。このうち、造形物資料（A-2）は実物そのものが残存するものであり、記録資料にくらべ直接的であり、確実性と具象性を有するものであり、それ自体としてはその意味を説明するところがないと評している。民具をはじめとする有形民俗資料がこれにあたり、考古資料につらなる性格のものである。これに対し、記録資料（A-1）は過去の事実そのものは伝存しないが、文字などの象徴を通じて過去の事物を説明し記録されて今に残るものであり、文献資料につらなる性格のものである。ただし、両者とも、その伝存は偶然的、限定的なものであり、記録資料の場合は、歴史学における文献資料同様、その来歴を批判して資料的価値を弁別する手順（いわゆる史料批判）が重要となる。
もとより A だけでは、民俗を探究するうえで不充分この上ないことは言うまでもない。B の各資料が必要とされるゆえんであるが、これは対人交渉を通じて、調査者が目的に即して一定の事実を取捨選択して構成していって初めて得られる資料である。
竹内の分類は、エルンスト・ベルンハイム（Ernst Bernheim、1850年 - 1942年）が『歴史とは何ぞや』で示した史料（歴史資料）の分類やジョージ・A・ランドバーグ（George Andrew Lundberg、1895年 - 1966年）が『社会調査』で示した社会調査法における供給源による分類を採用して、それを民俗資料に応用したものであった。
ここでは、伝承を資料として発展してきた民俗学が、その研究対象を過去の生活文化の推移全般へと広げていったことがみてとれる。

## 千葉徳爾による分類
千葉徳爾も、『民俗と地域形成』（1966年）のなかで、日本民俗学の内容分類として、下表のような案を出している。
| 分類                 | 有形文化                                                                                   | 言語形象                                                           | 心意表現                                                                                   |
| -------------------- | ------------------------------------------------------------------------------------------ | ------------------------------------------------------------------ | ------------------------------------------------------------------------------------------ |
| 経済相部門           | 衣料、食糧と食事、住居、土地利用方式（狩猟・漁業・林産・農耕と牧畜）、特殊職業、交通・交易 | 左の事象をあらわす言語・職業語                                     | 左の事象にともなう感覚                                                                     |
| 社会組織・制度的部門 | 社交方式、贈答規約、労働上の組織と規定、村落制度、居住形態                                 | 左の事象をあらわす言葉・方言・命名上の約束（地名・姓名など）       |                                                                                            |
| 集団的倫理部門       | 家族関係、妊娠、誕生、教育、成年式、婚姻、地位と名誉、葬式追善、制裁                       | ことわざ・昔話                                                     | 善悪のものさし                                                                             |
| 芸術・娯楽部門       | 舞踊、競技（遊芸人は経済部門特殊職業人に含める）                                           | なぞ、民謡、物語と語り物、子供のあそびと言葉（しりとり・早口など） |                                                                                            |
| 信仰部門             | 神社、寺堂、祭儀、年間諸行事（歳時暦）、伝説をもつ地物、物品                               | 伝説                                                               | 妖怪、幽霊、予兆、うらない、まじない、禁忌（いみきらうこと、もの）、民間医療法、たたり、夢 |

この表はまた同時に、柳田國男による民俗資料分類がいかに大きな影響を与えたかを指し示すものともなっている。

## 辞書・事典における分類

### 民俗学辞典による分類
財団法人民俗学研究所編集の『民俗学辞典』（1951年刊行）による分類は、以下のとおりである。
第一部、有形文化
(1)住居、(2)衣服、(3)食制、(4)漁業、(5)林業・狩、(6)農業、(7)交通・交易、(8)贈与・社交、(9)労働、(10)村組織、(11)家族、(12)婚姻、(13)誕生、(14)葬制、(15)年中行事、(16)神祭、(17)舞踊競技、(18)童戯童詞
第二部、言語芸術
(1)命名、(2)言葉、(3)諺・謎、(4)民謡、(5)語り物、(6)昔話、(7)伝説
第三部、心意現象
(1)妖怪・幽霊、(2)兆・占・禁・呪、(3)民間療法
この分類は、柳田『民間伝承論』『郷土生活の研究法』収載の分類案を下敷きにしたものである。

### 日本民俗資料事典による分類
文化庁文化財保護部監修、祝宮静・関敬吾・宮本馨太郎編集の『日本民俗資料事典』（1969年刊行）では、民俗資料を、次のように大分類している｡
1. 衣食住　理髪、化粧など
2. 生産・生業　稲作儀礼、山樵、諸職など
3. 交通・運輸・通信
4. 交易　行商、金融の種類、商業用具など
5. 社会生活　ムラの生活、年齢集団、講集団、家族関係など
6. 信仰　祈願、参拝、巡礼など
7. 民俗知識　民俗教育、医療衛生、保健、占い、天文、気象など
8. 民俗芸能・競技・遊戯
9. 人生儀礼
10. 年中行事
11. 口頭伝承　伝説、昔話、民謡、わらべ唄、諺、日常生活用語など

この分類は、民俗資料の一部が今日、文化財（文化財保護法における民俗文化財）として保護の対象となる際（1954年の改正）、その指定規準として一部修正のうえ、使用されるに至っている。

### 日本民俗事典による分類
大塚民俗学会編集による『日本民俗事典』（1972年初版）では、以下のような分類が示されている。
1. 社会伝承…村落・都市・年齢組織・家族・親族・交際
2. 経済伝承…土地・農業・漁業・狩猟・林業・諸職・労働・交通・交易・服飾・食習・居住・災害
3. 儀礼伝承…産育・婚姻・葬送・年中行事・農耕儀礼
4. 信仰伝承…神祇・仏事・祭礼・民間信仰・俗信・民間医療
5. 芸能伝承…芸能・競技・遊戯・娯楽・民謡
6. 言語伝承…言葉遣い・昔話・伝説・語り物
7. 民具

なお、南島の民俗については、別項「南島」を設けて、これを扱っている。